# Kuomintang

A Kuomintang zászlója a nap 12 sugarával (a hagyományos kínai 12 órás napra emlékeztetve), amely a haladást szimbolizálja.

A Kuomintang (Kínai Nacionalista Párt, rövidítve KMT, klasszikus kínai: 中國國民黨, egyszerűsített kínai: 中国国民党, pinjin: Zhōngguó Guómíndǎng, népszerű magyar: Csungkuo Kuomintang) egy politikai párt a Kínai Köztársaságban. A KMT tagja a Nemzetközi Demokrata Uniónak.

## Története
A párt elődjét 1894. november 24-én alapították. Szung Csiao-zsen és Szun Jat-szen 1912-ben alapította a Kuomintangot, a modern pártot pedig 1919. október 10-én hozta létre Szun Jat-szen.